# KOTOKO's GAME SONG COMPLETE BOX "The Bible"
『KOTOKO's GAME SONG COMPLETE BOX "The Bible"』（コトコズ・ゲーム・ソング・コンプリート・ボックス ザ・バイブル）は、KOTOKOの2枚目のベストアルバム。2020年4月21日にNBCユニバーサル・エンターテイメントジャパンから発売された。

## 概要
前作『KOTOKO ANIME'S COMPILATION BEST』から約10年3ヶ月ぶりのリリースとなるベストアルバム。2000年12月から2020年4月までにKOTOKOが歌ったゲーム主題歌134曲を収録したボックスセット。
収録曲の半分以上はI'veの音楽制作集団が作ったのが、後半にはKOTOKOがI'veより独立して以降の活動中の他の作曲者や音楽プロデューサーと作った楽曲を収録されている。
タイトルについては、KOTOKO自身が「"Dictionary"にしようかとも迷ったんですが、昔からのファンにとっては「これが俺の歴史」と言ってもらえると思いますし、新しく知る人にとってもまさに歴史を振り返る教典になると思うので、「これはもうバイブルでしょ?」って気持ちでつけちゃいました。自分で言うと少し偉そうですけどね。西村さん（NBCユニバーサルの音楽プロデューサー西村潤）に15年やってきた歴史があるからこそつけられるタイトルだと言ってもらえたので、胸を張って「The Bible」というタイトルにしました。」とコメントした。
ジャケットとブックレットには、KOTOKOが楽曲を提供したゲームのイラストレーターであるうみこ、菊池政治、恋泉天音がKOTOKOをイメージして描いた描き下ろし版権イラストが使用されている。
CD10枚組＋Blu-ray盤とCD10枚組盤の2種類の仕様で発売された。初回限定盤には2020年1月4日に台北で行われた15周年記念ライブのゲームソングパートとスペシャルインタビューがBlu-rayで収録されている。CD-BOXの発売を記念して、初回限定盤の特典映像より「Face of Fact」「Leaf ticket」「Imaginary affair」「jihad」「さくらんぼキッス ～爆発だも～ん～」の5曲のライブ動画がKOTOKOの公式Youtubeチャンネルにて期間限定公開された。

## 主な記録
2020年5月4日付オリコンウィークリーチャートで初登場4位を記録し、デビュー以来初めてアルバムチャートのトップ5入りを果たした。初動売上は10,064枚を記録した。
チャート登場回数は8回、累計12,262枚のセールスを記録した。

## 収録曲

### CD
全作詞：KOTOKO（特記以外）
| #         | タイトル                      | 作詞      | 作曲      | 編曲      | 時間  |
| --------- | ----------------------------- | --------- | --------- | --------- | ----- |
| 1.        | 「Close to me…」              |           | 高瀬一矢  | 高瀬一矢  | 5:31  |
| 2.        | 「涙の誓い」                  | 高瀬一矢  | 高瀬一矢  | 高瀬一矢  | 6:16  |
| 3.        | 「sensitive」                 |           | 高瀬一矢  | 高瀬一矢  | 4:57  |
| 4.        | 「想い出は風の中で…」         |           | 高瀬一矢  | 中坪淳彦  | 3:58  |
| 5.        | 「Time heals all sorrows」    |           | 高瀬一矢  | 高瀬一矢  | 6:10  |
| 6.        | 「flow 〜水の生まれた場所〜」 |           | 中沢伴行  | 中沢伴行  | 6:08  |
| 7.        | 「YA・KU・SO・KU」            |           | 高瀬一矢  | 高瀬一矢  | 5:13  |
| 8.        | 「Magical Sweetie」           |           | 高瀬一矢  | 中沢伴行  | 5:21  |
| 9.        | 「Mirabilis」                 |           | 高瀬一矢  | 高瀬一矢  | 5:13  |
| 10.       | 「I pray to stop my cry」     |           | 高瀬一矢  | 高瀬一矢  | 5:28  |
| 11.       | 「君よ、優しい風になれ」      | 都築真紀  | 高瀬一矢  | 高瀬一矢  | 5:04  |
| 12.       | 「Feel in tears」             |           | 高瀬一矢  | 高瀬一矢  | 4:45  |
| 13.       | 「Heart of Hearts」           |           | 高瀬一矢  | 高瀬一矢  | 5:43  |
| 合計時間: | 合計時間:                     | 合計時間: | 合計時間: | 合計時間: | 69:47 |

| #         | タイトル                                     | 作詞           | 作曲           | 編曲               | 時間  |
| --------- | -------------------------------------------- | -------------- | -------------- | ------------------ | ----- |
| 1.        | 「resolution of soul」                       |                | 高瀬一矢       | 高瀬一矢           | 5:58  |
| 2.        | 「遮光 〜かげり〜」                          |                | 中沢伴行       | 中沢伴行           | 4:59  |
| 3.        | 「同じ空の下で」                             | MOMO・高瀬一矢 | 高瀬一矢       | 高瀬一矢           | 5:25  |
| 4.        | 「CAVE」                                     |                | 高瀬一矢       | 中沢伴行           | 4:57  |
| 5.        | 「Now and heaven -KOTOKO ver.-」             | 高瀬一矢       | 高瀬一矢       | 中坪淳彦           | 6:36  |
| 6.        | 「Change my Style 〜あなた好みの私に〜」     |                | KOTOKO         | 高瀬一矢           | 4:56  |
| 7.        | 「あちちな夏の物語り」(コーラス：詩月カオリ) |                | 高瀬一矢       | 高瀬一矢           | 4:48  |
| 8.        | 「went away」                                |                | 高瀬一矢       | 高瀬一矢           | 6:50  |
| 9.        | 「Bright wings -solo ver.-」                 | 都築真紀       | happy soul man | 安井歩             | 5:48  |
| 10.       | 「Wing my Way」                              |                | 高瀬一矢       | 高瀬一矢           | 5:58  |
| 11.       | 「Crossed Destiny」                          |                | Shade          | 高瀬一矢・中沢伴行 | 6:32  |
| 12.       | 「Time rolls on…」                           |                | 高瀬一矢       | 中坪淳彦           | 5:10  |
| 合計時間: | 合計時間:                                    | 合計時間:      | 合計時間:      | 合計時間:          | 67:57 |

| #         | タイトル                              | 作詞      | 作曲      | 編曲               | 時間  |
| --------- | ------------------------------------- | --------- | --------- | ------------------ | ----- |
| 1.        | 「Face of Fact」                      |           | C.G mix   | C.G mix・FISH TONE | 5:53  |
| 2.        | 「I-DOLL〜Song for eternity〜」       |           | 高瀬一矢  | 高瀬一矢           | 5:02  |
| 3.        | 「amethyst」                          |           | C.G mix   | C.G mix            | 5:38  |
| 4.        | 「Just as time is running out」       |           | C.G mix   | C.G mix            | 4:54  |
| 5.        | 「unsymmetry」                        |           | C.G mix   | C.G mix            | 6:53  |
| 6.        | 「Undying Love」                      | 魁        | F-ACE     | 高瀬一矢           | 5:25  |
| 7.        | 「ずっとそばに...」                   | 魁        | F-ACE     | 高瀬一矢           | 4:54  |
| 8.        | 「さくらんぼキッス 〜爆発だも〜ん〜」 |           | C.G mix   | C.G mix            | 4:25  |
| 9.        | 「Cream+Mint」                        |           | C.G mix   | C.G mix            | 4:13  |
| 10.       | 「HALLUCINO」                         |           | 中沢伴行  | 中沢伴行           | 5:39  |
| 11.       | 「rime」                              |           | C.G mix   | C.G mix            | 5:06  |
| 12.       | 「Do You Feel Loved?」                |           | wata      | wata               | 5:58  |
| 13.       | 「Lupe」                              |           | 中坪淳彦  | 中坪淳彦           | 5:02  |
| 合計時間: | 合計時間:                             | 合計時間: | 合計時間: | 合計時間:          | 69:02 |

| #         | タイトル                       | 作詞         | 作曲      | 編曲      | 時間  |
| --------- | ------------------------------ | ------------ | --------- | --------- | ----- |
| 1.        | 「はじめまして、恋。」         |              | 高瀬一矢  | 高瀬一矢  | 4:26  |
| 2.        | 「きゅるるんKissでジャンボ♪♪」 |              | C.G mix   | C.G mix   | 4:31  |
| 3.        | 「Jumping Note」               |              | wata      | wata      | 4:34  |
| 4.        | 「Absurd」                     |              | C.G mix   | C.G mix   | 3:50  |
| 5.        | 「Boundary Line」              | 壱柳貴生     | 壱柳貴生  | I've      | 2:51  |
| 6.        | 「Abyss」                      | 元長柾木     | 高瀬一矢  | 高瀬一矢  | 4:56  |
| 7.        | 「We Survive」                 |              | C.G mix   | C.G mix   | 4:45  |
| 8.        | 「oblivion」                   |              | C.G mix   | C.G mix   | 5:23  |
| 9.        | 「Princess Bride!」            | うつろあくた | KOTOKO    | SORMA     | 4:04  |
| 10.       | 「ねぇ、…しようよ!」           |              | 中沢伴行  | 中沢伴行  | 3:23  |
| 11.       | 「らずべりー」                 |              | C.G mix   | C.G mix   | 3:55  |
| 12.       | 「cross up」                   |              | 中坪淳彦  | 中坪淳彦  | 5:08  |
| 13.       | 「Sledgehammer Romance」       | 元長柾木     | KOTOKO    | SORMA     | 4:16  |
| 14.       | 「Imaginary affair」           |              | 高瀬一矢  | 高瀬一矢  | 4:50  |
| 合計時間: | 合計時間:                      | 合計時間:    | 合計時間: | 合計時間: | 60:52 |

| #         | タイトル                                          | 作詞         | 作曲      | 編曲               | 時間  |
| --------- | ------------------------------------------------- | ------------ | --------- | ------------------ | ----- |
| 1.        | 「allegretto 〜そらときみ〜」                     |              | C.G mix   | C.G mix            | 5:25  |
| 2.        | 「お*ま*ま*ご*と」                                |              | C.G mix   | C.G mix            | 3:40  |
| 3.        | 「Fusion Star」                                   |              | C.G mix   | C.G mix            | 4:57  |
| 4.        | 「Mighty Heart 〜ある日のケンカ、いつもの恋心〜」 |              | KOTOKO    | 羽越実有           | 4:36  |
| 5.        | 「wind of memory 〜記憶の風〜」                   |              | wata      | wata               | 5:50  |
| 6.        | 「Fatally」                                       |              | C.G mix   | C.G mix            | 4:07  |
| 7.        | 「Leaf ticket」                                   |              | C.G mix   | C.G mix            | 4:57  |
| 8.        | 「loose」                                         |              | 高瀬一矢  | 中坪淳彦           | 5:45  |
| 9.        | 「原罪のレクイエム」                              |              | C.G mix   | C.G mix            | 5:04  |
| 10.       | 「a piacere」                                     |              | 高瀬一矢  | 高瀬一矢           | 5:52  |
| 11.       | 「Lilies line」                                   |              | C.G mix   | C.G mix            | 5:30  |
| 12.       | 「Princess Brave!」                               | うつろあくた | 中沢伴行  | 中沢伴行・尾崎武士 | 5:58  |
| 13.       | 「↑青春ロケット↑」                                |              | 井内舞子  | 井内舞子・Rich     | 5:02  |
| 合計時間: | 合計時間:                                         | 合計時間:    | 合計時間: | 合計時間:          | 66:43 |

| #         | タイトル                                  | 作詞      | 作曲               | 編曲               | 時間 |
| --------- | ----------------------------------------- | --------- | ------------------ | ------------------ | ---- |
| 1.        | 「常識!バトラー行進曲」                   |           | 井内舞子           | 井内舞子           | 3:53 |
| 2.        | 「I need magic 〜解けないマジ☆キュン♪〜」 |           | C.G mix            | C.G mix            | 4:45 |
| 3.        | 「Swift Love 〜健全男子にモノ申す〜」     |           | 井内舞子           | 井内舞子           | 4:09 |
| 4.        | 「決断のentrance」                        |           | C.G mix            | C.G mix            | 6:10 |
| 5.        | 「Ideal Forest」                          |           | 高瀬一矢           | 高瀬一矢           | 5:34 |
| 6.        | 「蒼-iconoclast」                         |           | 佐々倉有吾         | 宮崎歩             | 4:56 |
| 7.        | 「茜空 〜それが僕らの世界だった〜」       |           | C.G mix            | C.G mix            | 5:19 |
| 8.        | 「U make 愛 dream」                       |           | KOTOKO・高瀬一矢   | 高瀬一矢           | 5:04 |
| 9.        | 「ユメミボシ★boom!boom!」                 |           | 中沢伴行           | 中沢伴行・尾崎武士 | 4:08 |
| 10.       | 「Stars Biscuit」                         |           | 井内舞子           | 井内舞子           | 4:49 |
| 11.       | 「Restoration 〜沈黙の空〜」              |           | C.G mix            | C.G mix            | 5:11 |
| 12.       | 「room」                                  |           | C.G mix            | C.G mix            | 5:23 |
| 13.       | 「fickle」                                |           | 井内舞子           | 井内舞子           | 3:59 |
| 14.       | 「bumpy-Jumpy!」                          |           | 中沢伴行・尾崎武士 | 中沢伴行・尾崎武士 | 3:38 |
| 合計時間: | 合計時間:                                 | 合計時間: | 合計時間:          | 66:58              |      |

| #         | タイトル                    | 作詞      | 作曲               | 編曲               | 時間 |
| --------- | --------------------------- | --------- | ------------------ | ------------------ | ---- |
| 1.        | 「thyme」                   |           | 羽鳥風画           | 羽鳥風画           | 5:21 |
| 2.        | 「未来自画像」              |           | C.G mix            | C.G mix            | 4:52 |
| 3.        | 「幻想の宝石」              |           | C.G mix            | C.G mix・星野威    | 4:33 |
| 4.        | 「みらくる☆みるきーうぇい」 |           | C.G mix            | C.G mix            | 3:59 |
| 5.        | 「Mimosa」                  |           | C.G mix            | C.G mix            | 5:50 |
| 6.        | 「碧羅の天へ誘えど」        |           | C.G mix            | C.G mix            | 4:07 |
| 7.        | 「blossomdays」             | 松島詩史  | C.G mix            | C.G mix            | 4:13 |
| 8.        | 「jihad」                   |           | C.G mix            | C.G mix・尾崎武士  | 4:46 |
| 9.        | 「Pray's Color -Link-」     | 魁        | 竹下智博           | 竹下智博           | 5:15 |
| 10.       | 「Pray's Color -Lost-」     | 魁        | 竹下智博           | 竹下智博           | 5:50 |
| 11.       | 「*bloom*」                 |           | 井内舞子           | 井内舞子           | 4:31 |
| 12.       | 「Crystal moment」          |           | C.G mix            | C.G mix            | 4:56 |
| 13.       | 「Presto」                  |           | 中沢伴行・尾崎武士 | 中沢伴行・尾崎武士 | 4:28 |
| 合計時間: | 合計時間:                   | 合計時間: | 合計時間:          | 62:41              |      |

| #         | タイトル                                   | 作詞      | 作曲                        | 編曲                        | 時間  |
| --------- | ------------------------------------------ | --------- | --------------------------- | --------------------------- | ----- |
| 1.        | 「Unite+reactioN」                         |           | 菊田大介（Elements Garden） | 菊田大介（Elements Garden） | 4:52  |
| 2.        | 「Flower!!」                               |           | 橋咲透（solfa）             | 橋咲透（solfa）             | 3:44  |
| 3.        | 「桜舞う坂を、君と歩く」                   | 丘野塔也  | 中山真斗                    | 中山真斗                    | 3:44  |
| 4.        | 「Love mission!! 〜なんだ。ただの恋かw〜」 |           | C.G mix                     | C.G mix・尾崎武士           | 5:27  |
| 5.        | 「Floating up」                            |           | 菊田大介（Elements Garden） | 菊田大介（Elements Garden） | 4:47  |
| 6.        | 「あさがお」                               |           | 田口智則                    | 田口智則                    | 4:23  |
| 7.        | 「U」                                      |           | 菊田大介（Elements Garden） | 菊田大介（Elements Garden） | 4:20  |
| 8.        | 「Teller of World」                        |           | 折戸伸治                    | 齋藤真也                    | 5:40  |
| 9.        | 「soupir d'ange」                          |           | 井内舞子                    | 井内舞子                    | 4:48  |
| 10.       | 「monochrome」                             |           | C.G mix                     | C.G mix                     | 4:33  |
| 11.       | 「Largo」                                  |           | KOTOKO                      | C.G mix                     | 5:26  |
| 12.       | 「リスタート」                             |           | KOTOKO                      | 井内舞子                    | 5:16  |
| 13.       | 「WING OF ZERO」                           |           | 高瀬一矢                    | 高瀬一矢                    | 4:31  |
| 合計時間: | 合計時間:                                  | 合計時間: | 合計時間:                   | 合計時間:                   | 61:31 |

| #         | タイトル                                     | 作詞             | 作曲                       | 編曲                       | 時間  |
| --------- | -------------------------------------------- | ---------------- | -------------------------- | -------------------------- | ----- |
| 1.        | 「Blooming!!」                               |                  | 橋咲透（solfa）            | 橋咲透（solfa）            | 4:09  |
| 2.        | 「Art as ♥」                                 |                  | 藤田淳平 (Elements Garden) | 藤田淳平 (Elements Garden) | 3:20  |
| 3.        | 「恋ひ恋ふ縁」                               |                  | Famishin                   | 井ノ原智 (Angel Note)      | 3:59  |
| 4.        | 「Fancy Game!?」                             |                  | 橋咲透（solfa）            | 橋咲透（solfa）            | 4:32  |
| 5.        | 「ゆらふわ Sunny day」                       |                  | 仁堂敦・友永香鈴           | 仁堂敦・友永香鈴           | 5:08  |
| 6.        | 「ruin」                                     |                  | JETSET                     | JETSET                     | 4:08  |
| 7.        | 「恋する森のfairy tale」                     |                  | 松田彬人                   | 松田彬人                   | 5:07  |
| 8.        | 「きらめく乙女」                             | 片岡とも・KOTOKO | C.G mix                    | C.G mix                    | 4:12  |
| 9.        | 「そのハート、危険物につき取り扱いChu♥意!!」 |                  | 新井健史                   | 新井健史                   | 4:58  |
| 10.       | 「Reboot oN/↓0」                             |                  | C.G mix                    | C.G mix                    | 4:25  |
| 11.       | 「affection」                                |                  | 橋咲透（solfa）            | 橋咲透（solfa）            | 4:07  |
| 12.       | 「Sign of Suspicion」                        |                  | 高瀬一矢                   | 高瀬一矢                   | 4:42  |
| 13.       | 「TRUE-BLUE」                                |                  | C.G mix                    | C.G mix                    | 4:24  |
| 14.       | 「Adolescence Locator」                      |                  | C.G mix                    | C.G mix                    | 3:48  |
| 15.       | 「Bum-out!!」                                |                  | 橋咲透（solfa）            | 橋咲透（solfa）            | 4:21  |
| 合計時間: | 合計時間:                                    | 合計時間:        | 合計時間:                  | 合計時間:                  | 65:20 |

| #         | タイトル                                       | 作詞        | 作曲                           | 編曲                           | 時間  |
| --------- | ---------------------------------------------- | ----------- | ------------------------------ | ------------------------------ | ----- |
| 1.        | 「die or dice?」                               |             | 齋藤真也                       | 齋藤真也                       | 4:37  |
| 2.        | 「XXX-revolt」(void feat. KOTOKO)              |             | void                           | void                           | 5:11  |
| 3.        | 「桜ひとひら恋もよう」(solfa feat. KOTOKO)     |             | iyuna（solfa）                 | iyuna（solfa）                 | 5:06  |
| 4.        | 「One Small Step」                             | 川田まみ    | 中沢伴行・川田まみ             | 中沢伴行                       | 4:27  |
| 5.        | 「エリカ」(Tatsh feat. KOTOKO)                 |             | Tatsh                          | Tatsh                          | 4:20  |
| 6.        | 「月下流進」                                   |             | 青木宏憲                       | 青木宏憲                       | 4:32  |
| 7.        | 「Instinct's Answer」(ave;new feat. KOTOKO)    | a.k.a.dRESS | a.k.a.dRESS                    | a.k.a.dRESS                    | 4:13  |
| 8.        | 「REFOCUS」                                    |             | 菊田大介 (Elements Garden)     | 菊田大介 (Elements Garden)     | 4:02  |
| 9.        | 「新緑のユートピア」                           |             | 八木沼悟志                     | 八木沼悟志                     | 5:33  |
| 10.       | 「UNDERWORLD HOLOGRAPHY」(L.E.D. feat. KOTOKO) | 高橋菜々    | 株式会社コナミアミューズメント | 株式会社コナミアミューズメント | 4:25  |
| 11.       | 「All right!!」                                | 暁うめ      | Offshore                       | 杉田洋平                       | 3:49  |
| 12.       | 「real-Reality」                               |             | C.G mix                        | C.G mix                        | 4:26  |
| 13.       | 「アオナツライン」                             |             | えびかれー伯爵・ウミガメ       | えびかれー伯爵・ウミガメ       | 4:06  |
| 14.       | 「言弾 -KOTODAMA-」                            |             | C.G mix                        | C.G mix                        | 3:31  |
| 合計時間: | 合計時間:                                      | 合計時間:   | 合計時間:                      | 合計時間:                      | 62:18 |

### BD
- KOTOKO Major Debut 15th Anniversary Tour “Fifteen Tales” IN TAIPEI [GAME SONG PART]

1. Face of Fact
2. Leaf ticket
3. Imaginary affair
4. INFINITE SKY
5. Fatally
6. jihad
7. 蒼-iconoclast
8. WING OF ZERO
9. さくらんぼキッス 〜爆発だも〜ん〜
10. 恋ひ恋ふ縁
11. Princess Brave!
12. bumpy-Jumpy!

- KOTOKO SPECIAL INTERVIEW

## 楽曲解説

### CD1〜CD2
Close to me…
PCゲーム『effect 〜悪魔の仔〜』（2000年12月1日発売）主題歌
この曲ではKOTOKO名義で初めてボーカルを担当したため、実質デビュー曲と呼ばれている。
I've Girlsコンピレーション第5弾『OUT FLOW』にも収録されている。
涙の誓い
PCゲーム『とらいあんぐるハート3 〜Sweet Songs Forever〜』（2000年12月8日発売）オープニングテーマ
Album mixバージョンがI've Girlsコンピレーション第3弾『Disintegration』に収録されている。
本人曰く「お仕事としてKOTOKO名義で初めてレコーディングした曲。一度納品するも、メーカー様より「もう少し大人っぽく」とリテイクがあり、歌い直したのはいい思い出…。高瀬さんの仮歌もあったのだ」とのこと。
sensitive
PCゲーム『義妹 〜背徳の契り〜』（2001年1月19日発売）オープニングテーマ
I've Girlsコンピレーション第5弾『OUT FLOW』にも収録されている。
想い出は風の中で…
PCゲーム『義妹 〜背徳の契り〜』エンディングテーマ
I'veコンピレーションアルバム『SHORT CIRCUIT』にも収録されている。
Time heals all sorrows
PCゲーム『Care 〜癒すべき不治の狂気〜』（2001年6月1日発売）オープニングテーマ
I'veコンピレーションアルバム『I've MANIA Tracks Vol.I』にも収録されている。
flow 〜水の生まれた場所〜
PCゲーム『水素〜1/2の奇蹟〜』（2001年3月30日発売）オープニングテーマ
I've Girlsコンピレーション第3弾『Disintegration』にも収録されている。
YA・KU・SO・KU
PCゲーム『水素 〜1/2の奇蹟〜』エンディングテーマ
I'veコンピレーションアルバム『I've MANIA Tracks Vol.II』にも収録されている。
Magical Sweetie
PCゲーム『お姫さまだっこ 〜天使にオシオキ〜』（2001年9月7日発売）オープニングテーマ
コンセプト・アルバム『SHORT CIRCUIT』にも収録されている。
Mirabilis
PCゲーム『B 〜蒼き背徳〜』（2001年4月27日発売）オープニングテーマ
I've Sound & P.O.Rコンピレーションアルバム『G-Mix』にも収録されている。
I pray to stop my cry
PCゲーム『凌辱看護婦学院』（2001年6月29日発売）エンディングテーマ
I'veコンピレーションアルバム『I've MANIA Tracks Vol.III』にも収録されている。
君よ、優しい風になれ
PCゲーム『とらいあんぐるハート3 リリカルおもちゃ箱』（2001年6月29日発売）エンディングテーマ
I've Girlsコンピレーション第3弾『Disintegration』にも収録されている。
Feel in tears
PCゲーム『Heart of Hearts』（2001年3月23日発売）オープニングテーマ
I've Girlsコンピレーション第4弾『LAMENT』にも収録されている。
Heart of Hearts
PCゲーム『Heart of Hearts』エンディングテーマ
I've Girlsコンピレーション第5弾『OUT FLOW』にも収録されている。
resolution of soul
家庭用ゲーム『D+VINE [LUV] 』ドリームキャスト版（2001年10月25日発売）オープニングテーマ
I've Girlsコンピレーション第3弾『Disintegration』にも収録されている。
遮光 〜かげり〜
PCゲーム『Coda -棘-』（2001年10月26日発売）オープニングテーマ
原曲はアルバム初収録。高瀬一矢が編曲したAlbum mixバージョンはI've Girlsコンピレーション第4弾『LAMENT』に収録されている。
本人曰く「今では曲調ごとに歌声を変えるのが持ち味になっている私ですが、Outer以外で意識的に声色を変えて歌ったのはコレが最初。」とのこと。
同じ空の下で
PCゲーム『家族計画』（2001年11月2日発売）オープニングテーマ
I've Girlsコンピレーション第7弾『EXTRACT』にも収録されている。
CAVE
PCゲーム『DEEP2』（2002年4月12日発売）オープニングテーマ
I'veコンピレーションアルバム『I've MANIA Tracks Vol.II』にも収録されている。
Now and heaven -KOTOKO ver.-
PCゲーム『淫らな罪 〜悦楽の終日〜』（2001年11月9日発売）エンディングテーマ
原曲は同じくI'veの元ヴォーカリスト島みやえい子が歌唱。
Change my Style 〜あなた好みの私に〜
PCゲーム『コスって! My Honey』（2001年11月22日発売）オープニングテーマ
コンセプト・アルバム『SHORT CIRCUIT』にも収録されている。
前作のライナーノーツに歌詞には間違いがあったので、本作には直す機会があり、KOTOKOが「長いファンの方からよく指摘されていたのですが、「（歌詞で）“馬子にも衣装”という部分が「孫」になっていたんです（笑）。これまで直す機会がなかったのですが、メジャー流通で出すにあたってこれはさすがに間違いを認めざるを得ないなと思って、今回直しました」と言った。
あちちな夏の物語り
PCゲーム『Ripple 〜ブルーシールへようこそっ〜』（2002年4月5日発売）オープニングテーマ
コンセプト・アルバム『SHORT CIRCUIT』にも収録されている。
went away
PCゲーム『夏色の砂時計』（2002年5月30日発売）オープニングテーマ
アルバム初収録。
Bright wings -solo ver.-
PCゲーム『とらいあんぐるハート1・2・3 DVD EDITION』（2002年6月14日発売）エンディングテーマ
OVAシリーズ『とらいあんぐるハート 〜Sweet Songs Forever〜』（2003年7月24日発売）挿入歌
Wing my Way
PCゲーム『ファーランドシンフォニー』（2002年4月26日発売）オープニングテーマ
島みやえい子がコーラスを担当されている。
この曲は『G.C.BEST -I've GIRL's COMPILATION BEST-』に収録されている原曲で、2枚目のスタジオアルバム『硝子の靡風』やI've Girlsコンピレーション第3弾『Disintegration』に収録されているものとは異なる。
Crossed Destiny
PCゲーム『Only You -リ・クルス-』（2003年5月7日発売）イメージソング
I'veコンピレーションアルバム『I've MANIA Tracks Vol.I』にも収録されている。
Time rolls on…
PCゲーム『Deep Fantasy』（2002年10月25日発売）エンディングテーマ
アルバム初収録。

### CD2〜CD4
Face of Fact
PCゲーム『BALDR FORCE』（2002年11月1日発売）オープニングテーマ
I've Girlsコンピレーション第4弾『LAMENT』にも収録されている。
I-DOLL〜Song for eternity〜
PCゲーム『I-DOLL 〜アイドル〜』（2002年10月25日発売）オープニングテーマ
アルバム初収録。
本人曰く「ゲーム内のキャラ・汐音愛名義で歌った曲。アイドル志望の女の子役と言う事で、とにかく無垢に歌うよう心がけました！歌詞も歌い手目線で、思いがこもってます！隠れた名曲！」とのこと。
amethyst
PCゲーム『兄嫁』（2002年11月15日発売）オープニングテーマ
『妻みっくす VOCAL COLLECTION』（妻みっくす 初回特典）にも収録されている。
Just as time is running out
PCゲーム『ぎりギリLOVE』（2002年12月27日発売）オープニングテーマ
unsymmetry
PCゲーム『ぎりギリLOVE』エンディングテーマ
Undying Love
PCゲーム『ALMA〜ずっとそばに…〜』（2003年5月2日発売）オープニングテーマ
I've Girlsコンピレーション第7弾『EXTRACT』にも収録されている。
ずっとそばに...
PCゲーム『ALMA〜ずっとそばに…〜』挿入歌
さくらんぼキッス 〜爆発だも〜ん〜
PCゲーム『カラフルキッス 〜12コの胸キュン!〜』（2003年3月14発売）主題歌
コンセプト・アルバム『SHORT CIRCUIT』にも収録されている。
Cream+Mint
PCゲーム『ショコラ 〜maid cafe "curio"〜』（2003年4月4日発売）オープニングテーマ
コンセプト・アルバム『SHORT CIRCUIT』にも収録されている。
HALLUCINO
PCゲーム『夢幻の迷宮3 TYPE S』（2003年5月30日発売）オープニングテーマ
I've Girlsコンピレーション第7弾『EXTRACT』にも収録されている。
rime
PCゲーム『犠母姉妹』（2003年5月16日発売）オープニングテーマ
『妻みっくす VOCAL COLLECTION』にも収録されている。
Do You Feel Loved?
PCゲーム『オレ様ティーチャー 〜復讐教師のwebカウンセリング〜』（2003年6月6日発売）オープニングテーマ
Lupe
PCゲーム『凌辱制服女学園 〜恥蜜に濡れた制服〜』（2003年8月29日発売）エンディングテーマ
I've Girlsコンピレーション第6弾『COLLECTIVE』にも収録されている。
はじめまして、恋。
PCゲーム『淫妹BABY』（2003年12月26日発売）オープニングテーマ
コンセプト・アルバム『SHORT CIRCUIT II』にも収録されている。
きゅるるんKissでジャンボ♪♪
PCゲーム『カラフルハート 〜12コのきゅるるん♪〜』（2004年2月6日発売）主題歌
コンセプト・アルバム『SHORT CIRCUIT II』にも収録されている。
本人曰く「かの「さくらんぼキッス」との姉妹作…と言う事で、かなり気合入れて歌詞を書きました！当時、某掲示板と某動画でこの曲のアスキーアートが流行ってて、地味に好きだったなぁ(笑)」とのこと。
Jumping Note
PCゲーム『うたう♪タンブリング・ダイス』（2004年6月24日発売）オープニングテーマ
アルバム初収録。
Absurd
PCゲーム『まいにち好きして』（2003年10月31日発売）オープニングテーマ
I'veコンピレーションアルバム『I've MANIA Tracks Vol.II』にも収録されている。
Boundary Line
PCゲーム『Silent Half』（2004年2月27日発売）オープニングテーマ
アルバム初収録。
Abyss
PCゲーム『ラストオーダー』（2003年12月26日発売）オープニングテーマ
I've Girlsコンピレーション第6弾『COLLECTIVE』にも収録されている。
We Survive
PCゲーム『V.G.NEO』（2003年12月19日発売）オープニングテーマ
I've Girlsコンピレーション第6弾『COLLECTIVE』にも収録されている。
oblivion
PCゲーム『私立レイプ女学院』（2003年11月28日発売）エンディングテーマ
I've Girlsコンピレーション第7弾『EXTRACT』にも収録されている。
Princess Bride!
PCゲーム『Princess Bride』（2003年9月26日発売）オープニングテーマ
コンセプト・アルバム『SHORT CIRCUIT II』にも収録されている。
ねぇ、…しようよ!
PCゲーム『姉、ちゃんとしようよっ!2』（2004年6月25日発売）オープニングテーマ
コンセプト・アルバム『SHORT CIRCUIT II』にも収録されている。
らずべりー
PCゲーム『らずべりー』（2004年8月27日発売）オープニングテーマ
コンセプト・アルバム『SHORT CIRCUIT III』にも収録されている。
cross up
PCゲーム『OL姉妹』（2004年2月20日発売）オープニングテーマ
I'veコンピレーションアルバム『I've MANIA Tracks Vol.III』にも収録されている。
Sledgehammer Romance
PCゲーム『プリンセスブライド』（2003年9月26日発売）エンディングテーマ
アルバム初収録。
Imaginary affair
PCゲーム『こなたよりかなたまで』（2003年12月12日発売）オープニングテーマ
I've Girlsコンピレーション第6弾『COLLECTIVE』にも収録されている。

### CD4〜CD6
allegretto 〜そらときみ〜
PCゲーム『この青空に約束を―』（2006年3月31日発売）オープニングテーマ
お*ま*ま*ご*と
PCゲーム『お保母ごと～ひみつのおゆうぎ、ママにはないしょ～』（2005年7月29日発売）オープニングテーマ
コンセプト・アルバム『SHORT CIRCUIT III』にも収録されている。
Fusion Star
PCゲーム『あねいも ～アイとHのステップアップ～』（2004年9月17日発売）オープニングテーマ
『PENCIL VOCAL COLLECTION 02』にも収録されている。
Mighty Heart 〜ある日のケンカ、いつもの恋心〜
PCゲーム『つよきす』（2005年8月26日発売）オープニングテーマ
コンセプト・アルバム『SHORT CIRCUIT II』にも収録されている。
wind of memory〜記憶の風〜
PCゲーム『巫女舞 〜ただ一つの願い〜』（2004年11月26日発売）オープニングテーマ
Fatally
PCゲーム『DUEL SAVIOR』（2004年10月1日発売）オープニングテーマ
I'veコンピレーションアルバム『I've MANIA Tracks Vol.II』にも収録されている。
Leaf ticket
PCゲーム『パルフェ 〜Chocolat second brew〜』（2005年3月25日発売）オープニングテーマ
I've Girlsコンピレーション第7弾『EXTRACT』にも収録されている。
loose
PCゲーム『Scarlett』（2006年5月26日発売）エンディングテーマ
I'veコンピレーションアルバム『I've MANIA Tracks Vol.III』にも収録されている。
原罪のレクイエム
PCゲーム『プリズム・アーク』（2006年8月25日発売）オープニングテーマ
『PENCIL VOCAL COLLECTION 03』にも収録されている。また、Album mixバージョンがI've Girlsコンピレーション第8弾『LEVEL OCTAVE』に収録されている。
a piacere
PCゲーム『Chanter -キミの歌がとどいたら-』（2006年10月27日発売）オープニングテーマ
I've Girlsコンピレーション第7弾『EXTRACT』にも収録されている。
Lilies line
PCゲーム『チアフル!』（2007年1月26日発売）主題歌
コンセプト・アルバム『SHORT CIRCUIT III』にも収録されている。
Princess Brave!
PCゲーム『Princess Brave 雀卓の騎士』（2004年9月24日発売）主題歌
コンセプト・アルバム『SHORT CIRCUIT II』にも収録されている。
↑青春ロケット↑
PCゲーム『すぺーす☆とらぶる』（2006年2月24日発売）オープニングテーマ
コンセプト・アルバム『SHORT CIRCUIT II』にも収録されている。
本人曰く「ロッキンな電波曲☆自分の中の電波系で、かなり好き度上位に入る曲！私自身のルーツに一番近いカラーの曲なので、ライブでやっててもテンション超上がる！そろそろまたライブでもやりたいなぁ」とのこと。
常識!バトラー行進曲
PS2用ゲーム『君が主で執事が俺で』（2008年3月27日発売）オープニングテーマ
コンセプト・アルバム『SHORT CIRCUIT III』にも収録されている。
I need magic 〜解けないマジ☆キュン♪〜
PCゲーム『カラフルウィッシュ 〜12コのマジ★キュン!〜』（2008年4月25日発売）主題歌
コンセプト・アルバム『SHORT CIRCUIT III』にも収録されている。
Swift Love 〜健全男子にモノ申す〜
PCゲーム『つよきす2学期』（2008年4月25日発売）オープニングテーマ
コンセプト・アルバム『SHORT CIRCUIT III』にも収録されている。
決断のentrance
PCゲーム『プリズム・アーク らぶらぶマキシマム!』（2008年1月25日発売）オープニングテーマ
I've Girlsコンピレーション第7弾『EXTRACT』にも収録されている。
Ideal Forest
PCゲーム『無差別恋愛～ボクって玩具?～』（2009年6月26日発売）オープニングテーマ
アルバム初収録。
本人曰く「この曲をレコーディングしたのは確か2001年頃。そこから8年の時を経て2009年にゲームが発売になると言う、寝かせに寝かせて世に出た曲(笑)こ…声のギャップがあせあせ」とのこと。
蒼-iconoclast
アルバム初収録。
Xbox 360/PS3用ゲーム『BLAZBLUE CALAMITY TRIGGER』（2009年6月25日発売）主題歌
茜空 〜それが僕らの世界だった〜
PCゲーム『真剣で私に恋しなさい!』（2009年8月28日発売）エンディングテーマ
アルバム初収録。
U make 愛 dream
3D生活空間サービス『ai sp@ce』（2008年10月15日サービス開始）テーマソング
2008年12月3日にCDシングルとして発売。I've Girlsコンピレーション第8弾『LEVEL OCTAVE』にも収録されている。
ユメミボシ★boom!boom!
PCゲーム『ティンクル☆くるせいだーす』（2008年9月26日発売）オープニングテーマ
コンセプト・アルバム『SHORT CIRCUIT III』にも収録されている。
Stars Biscuit
PCゲーム『ふりフリ～ふつうのまいにちにわりこんできた、フシギなリンジンたちのおはなしおはなし～』（2008年8月29日発売）オープニングテーマ
コンセプト・アルバム『SHORT CIRCUIT III』にも収録されている。
Restoration 〜沈黙の空〜
PCゲーム『BALDR SKY Dive1 "Lost Memory"』（2009年3月27日発売）オープニングテーマ
I've Girlsコンピレーション第7弾『EXTRACT』にも収録されている。
room
PCゲーム『君が主で執事が俺で』（2007年5月25日発売）エンディングテーマ
アルバム初収録。
fickle
PCゲーム『はらみこ』（2009年4月24日発売）オープニングテーマ
アルバム初収録。
bumpy-Jumpy!
PCゲーム『ナツユメナギサ』（2009年7月31日発売）オープニングテーマ
I've Girlsコンピレーション第7弾『EXTRACT』にも収録されている。

### CD7〜CD8
thyme
PCゲーム『シュクレ 〜sweet and charming time for you.〜』（2011年9月22日発売）オープニングテーマ
未来自画像
PCゲーム『真剣で私に恋しなさい!S』（2012年1月27日発売）オープニングテーマ
アルバム初収録。
幻想の宝石
PCゲーム『プリズム☆ま～じカル』（2010年08月27日発売）クライマックスオープニングテーマ
I've Girlsコンピレーション第7弾『EXTRACT』にも収録されている。
タイトルは「げんそうのプリズム」と読む。
みらくる☆みるきーうぇい
PCゲーム『ティンクル☆くるせいだーす -Passion Star Stream-』（2012年2月10日発売）オープニングテーマ
『PENCIL VOCAL COLLECTION 05』にも収録されている。
Mimosa
ドラマCD『ヒメこい』（2011年3月2日発売）オープニングテーマ
碧羅の天へ誘えど
アルバム初収録。
S3、Xbox 360用ゲーム『BLAZBLUE CONTINUUM SHIFT』（2010年7月1日発売）主題歌
blossomdays
PCゲーム『ハチミツ乙女blossomdays』（2009年10月23日発売）主題歌
コンセプト・アルバム『SHORT CIRCUIT III』にも収録されている。
jihad
PCゲーム『BALDRSKY Dive2 "RECORDARE"』（2009年11月27日発売）オープニングテーマ
I've Girlsコンピレーション第7弾『EXTRACT』にも収録されている。
Pray's Color -Link-
PCゲーム『ましろサマー』（2011年11月25日発売）オープニングテーマ
Pray's Color -Lost-
PCゲーム『ましろサマー』2ndオープニングテーマ
*bloom*
PCゲーム『もっと 姉、ちゃんとしようよっ! アフターストーリー』（2011年6月24日発売）オープニングテーマ
I've Girlsコンピレーション第8弾『LEVEL OCTAVE』にも収録されている。
Crystal moment
PCゲーム『もっと 姉、ちゃんとしようよっ!』（2010年7月30日発売）オープニングテーマ
アルバム初収録。
Presto
PCゲーム『はつゆきさくら』（2012年2月24日発売）グランドオープニングテーマ
I've Girlsコンピレーション第8弾『LEVEL OCTAVE』にも収録されている。
本人曰く「参考曲(「こんな感じに」とイメージを伝えるための曲)がTHE YELLOW MONKEYさんの楽曲で、「こんな硬派な感じに歌えるかな？」と最初はプレッシャーでした。でも結果的にはお気に入り卒業ソングが生まれた！」とのこと。
Unite+reactioN
PCゲーム『マテリアルブレイブ』（2012年3月23日発売）オープニングテーマ
本人曰く「主題歌となったゲーム「マテリアルブレイブ」の世界観が大好きで作詞にも力が入った曲！青春だー！」とのこと。
Flower!!
ゲーム『百花繚乱エリクシル』（2013年4月26日発売）オープニングテーマ
桜舞う坂を、君と歩く
PCゲーム『初恋1/1』（2012年6月29日発売）オープニングテーマ
Love mission!! 〜なんだ。ただの恋かw〜
PSPゲーム『つよきす 3学期 Portable』（2012年5月31日発売）オープニングテーマ
I've Girlsコンピレーション第9弾『Evidence nine』にも収録されている。
Floating up
PCゲーム『カルマルカ*サークル』（2013年9月27日発売）オープニングテーマ
あさがお
PCゲーム『優しい魔法の唱え方』（2012年9月28日発売）オープニングテーマ
U
PCゲーム『マテリアルブレイブ イグニッション』（2013年1月25日発売）オープニングテーマ
Teller of World
PCゲーム『ゆめいろアルエット!』（2013年4月26日発売）オープニングテーマ
soupir d'ange
PSP用ゲーム『屋根裏の彼女』（2012年12月20日発売）オープニングテーマ
I've Girlsコンピレーション第9弾『Evidence nine』にも収録されている。
monochrome
PCゲーム『こなかな 2 ～Konatayori Kanatamade II～』（2013年4月26日発売）オープニングテーマ
アルバム初収録。
Largo
スマートフォン用ゲーム『恋愛リプレイ』（2012年12月6日発売）エンディングテーマ
19枚目のシングルのカップリング曲。
リスタート
スマートフォン用ゲーム『恋愛リプレイ』オープニングテーマ
19枚目のシングル。
WING OF ZERO
PCゲーム『BALDR SKY "ZERO"』（2013年9月27日発売）オープニングテーマ
I've Girlsコンピレーション第9弾『Evidence nine』にも収録されている。

### CD9〜CD10
Blooming!!
PS Vita用ゲーム『百花繚乱エリクシル ～Record Of Torenia Revival～』（2015年4月9日発売）オープニングテーマ
Art as ♥
PCゲーム『イノセントガール』（2014年2月28日発売）オープニングテーマ
恋ひ恋ふ縁
PCゲーム『千恋*万花』（2016年7月29日発売）オープニングテーマ
Fancy Game!?
PCゲーム『あなたをオトコにしてあげる!』（2016年4月28日発売）オープニングテーマ
ゆらふわ Sunny day
PCゲーム『恋愛♥はーれむ～大好きって言わせて～』（2014年4月25日発売）オープニングテーマ
ruin
PCゲーム『性欲のはけ口 ～ダブルショッキング～』（2014年7月4日発売）オープニングテーマ
恋する森のfairy tale
PCゲーム『うそつき王子と悩めるお姫さま -PRINCESS SYNDROME-』（2013年10月25発売）オープニングテーマ
きらめく乙女
PCゲーム『そして煌めく乙女と秘密＾5』（2013年11月29日発売）オープニングテーマ
そのハート、危険物につき取り扱いChu♥意!!
PCゲーム『3Ping Lovers!☆一夫二妻の世界へようこそ♪』（2014年3月28日発売）オープニングテーマ
Reboot oN/↓0
PCゲーム『BALDR SKY "ZERO" 2』（2014年3月28日発売）オープニングテーマ
I've Girlsコンピレーション第9弾『Evidence nine』にも収録されている。
affection
PCゲーム『レーシャル・マージ』（2014年8月29日発売）オープニングテーマ
Sign of Suspicion
PCゲーム『BALDR HEART』（2016年8月26日発売）オープニングテーマ
I've Girlsコンピレーション第10弾『ALIVE』にも収録されている。
TRUE-BLUE
家庭用ゲーム『BLAZBLUE CENTRALFICTION』（2015年11月19日発売）主題歌
Adolescence Locator
PCゲーム『シロガネ×スピリッツ!』（2015年3月27日発売）オープニングテーマ
Bum-out!!
PCゲーム『残念な俺達の青春事情。』（2014年11月28日発売）オープニングテーマ
本人曰く「I'veから独立後、恐らく一番多くタッグを組ませて頂いているsolfaさん。solfaさんとの曲でどれが好き？って言われると、どれも好きで選べないんだけど、この曲も確実に上位！青春のほろ苦ロック最高」とのこと。
die or dice?
アーケードゲーム『ミリオンアーサー アルカナブラッド』（2015年3月26日発売）主題歌
XXX-revolt
アーケードゲーム『crossbeats REV』（2017年3月1日発売）提供曲
桜ひとひら恋もよう
PCゲーム『桜ひとひら恋もよう』（2017年9月29日発売）主題歌
One Small Step
PCゲーム『蒼の彼方のフォーリズム EXTRA1』（2017年6月30日発売）オープニングテーマ
エリカ
スマートフォン用ゲーム『WAR OF BRAINS』提供曲（2018年2月1日配信開始）
月下流進
PCゲーム『月が導く異世界道中』（2017年4月28発売）主題歌
Instinct's Answer
PCゲーム『ぱらだいすお〜しゃん』（2018年3月30日発売）挿入歌
REFOCUS
スマートフォン用ゲーム『BALDR ACE』（2018年10月25日発売）主題歌
新緑のユートピア
中国スマートフォン用ゲーム『牧羊人之心』（2018年9月9日発売）主題歌
UNDERWORLD HOLOGRAPHY
KONAMI音楽ゲーム『beatmania IIDX 26 Rootage』提供曲（2019年1月28日配信開始）
All right!!
PCゲーム『まいてつ Last Run!!』（2020年10月30日発売）仲国オープニングテーマ
real-Reality
PCゲーム『BALDR BRINGER』（2017年10月27日発売）オープニングテーマ
アオナツライン
PCゲーム『アオナツライン』（2019年3月29日発売）オープニングテーマ
本人曰く「夏の思い出…それはずっと甘酸っぱく心に残る宝石。好きなキーワード、素敵な背景画とめっちゃ可愛いキャラ！幸せな気持ちで取り組めた曲」とのこと。
言弾 -KOTODAMA-
新曲。